# Flik 8
A Fliegerkompanie 8 (rövidítve Flik 8, magyarul 8. repülőszázad) az osztrák–magyar légierő egyik repülőszázada volt.

## Története
A világháború kitörése után a Flik 8 a keleti fronton harcolt, 1914 augusztusában a lengyelországi Radymno volt a bázisa. A századot bevetették a przemyśli erőd ostroma során; elesése előtt az utolsó, aki kirepült az erődből, a századparancsnok Stangler Rudolf volt. Olaszország hadba lépése után átkerült az isonzói frontra. A század Alturából indult bevetéseire, először az 1915. június 23-án indult első olasz offenzíva során. 1917 júliusában átszervezték a teljes légierőt, a század hadosztály-felderítői feladatokat kapott, jelzése Flik 8D-re (Divisions-Kompanie) változott és átirányították a keleti frontra. Az orosz fegyverszünet után visszakerült Olaszországba, a Feltre melletti repülőtérre. 1918-ban egy újabb átszervezésen csatarepülő-vadászszázad lett belőle (Schutzflieger-Kompanie, Flik 8S). A 11. hadsereg alárendeltségébe került és 1918. június 15-től részt vettek a Monarchia nagy vereségével végződő piavei offenzívában. Október 15-én átkerült a Belluno-hadseregcsoporthoz és San Pietro in Campo repterére költözött.      
A háború után a teljes osztrák légierővel együtt feloszlatták.   

## Századparancsnokok
- Stangler Rudolf főhadnagy
- Czapáry Jenő főhadnagy
- Gustav Studeny százados
- Georg von Lehmann lovassági százados
- Oskar Lestin százados

## Századjelzések
A századjelvény széttárt szárnyú aranysas, fölötte vörös-arany császári korona, alatta aranyszínű pajzs, a három motívumot zöld tölgykoszorú fogja össze a táboripilóta-jelvény mintájára). A pajzson SÜDWEST-/FRONT 1916/FLIEG. K./8. felirat.

## Repülőgépek
A század pilótái a következő gépeket repülték:
- Albatros B.I
- Lohner B.VII
- Hansa-Brandenburg C.I